# Brousse (Tarn)
Brousse es una población y comuna de Francia situada en la región de Mediodía-Pirineos, departamento de Tarn, Distrito de Castres y cantón de Lautrec.
En el censo de 1999 tenía una población de 271 habitantes.

## Demografía
| 310 | 294 | 273 | 243 | 233 | 271 |
| Para los censos de 1962 a 1999 la población legal corresponde a la población sin duplicidades (Fuente: INSEE [Consultar]) |     |     |     |     |     |